# 国際連合安全保障理事会決議257
国際連合安全保障理事会決議257（こくさいれんごうあんぜんほしょうりじかいけつぎ257、英: United Nations Security Council Resolution 257）は、1968年9月11日に国際連合安全保障理事会で採択された決議である。スワジランドの国際連合への加盟申請を検討した上で、国際連合総会に対して承認勧告を行った。